# Stunts, Blunts and Hip Hop
| Recensione | Giudizio |
| ---------- | -------- |
| AllMusic   | [ 1 ]    |
| RapReviews | [ 2 ]    |

Stunts, Blunts and Hip Hop è il primo album in studio del rapper statunitense Diamond D and The Psychotic Neurotics, pubblicato il 22 settembre 1992.

## Descrizione
L'album è distribuito da Chemistry, Mercury e PolyGram, commercializzato per i mercati di Stati Uniti e Canada. Nel 1997 e nel 2005 l'album è ripubblicato. Nel 1998 la Dusty Fingers produce un album di strumentali per il mercato statunitense. Nel 2014 il disco è ripubblicato negli USA da Get On Down e nel Giappone dalla Def Jam Recordings. Stunts, Blunts and Hip Hop è prodotto da Diamond D, Showbiz e Large Professor tra gli altri. Partecipano anche grandi nomi del genere quali Fat Joe, Brand Nubian e Big L, quest'ultimo con una breve apparizione.
Nel 1998, la rivista The Source lo inserisce nella sua lista dei 100 migliori album hip hop.
Accolto positivamente dalla critica, AllMusic gli assegna 4/5 stelle: «Diamond D aveva tranquillamente presentato un entusiasmante lavoro di produzione e fatto passi da gigante nell'industria e nella comunità rap nei primi anni novanta, tuttavia il suo nome non divenne immediatamente riconoscibile fino a quando apparì sul pezzo Show Business di The Low End Theory, secondo album di A Tribe Called Quest. [...] [Diamond D] si è distinto per lo stile diretto e solido, ma totalmente rilassato. [...] l'album divenne subito – e rimane – un capolavoro underground.»

## Tracce
Musiche di Diamond D.
1. Intro – 0:42
2. Best Kept Secret (featuring Bonita, Fat Joe, LaReese, Whiz One) – 4:07
3. Sally Got a One Track Mind – 3:44
4. Step to Me – 3:25 (musica: Showbiz, Diamond D (co-prod.))
5. Shut The "*!*!" Up (The Psychos) – 0:52
6. "*!*!" What You Heard – 3:17 (musica: Diamond D, Lakim Shabazz (co-prod.))
7. I'm Outta Here – 5:07
8. A Day in the Life (featuring Brand Nubian) – 4:19 (musica: Shane Faber (tastiere e batteria))
9. Last Car on the 2 Train (featuring The Psychos) – 0:37
10. Red Light, Green Light – 5:02
11. I Went for Mine – 3:19 (musica: Jazzy Jay, Diamond D (co.-prod.), Master Tee (scratches))
12. Comment from Big "L" and Showbiz (featuring Big L & Showbiz) – 0:22
13. Check One, Two – 4:16 (musica: The 45 King)
14. What You Seek – 3:30
15. Lunchroom Chatter (The Psychos) – 0:27
16. Confused (featuring Jasmine & Michelle Sweeting) – 3:38
17. Pass Dat S**t (featuring Fat Joe, Maestro, Mike G.Q., Whiz One) – 5:55
18. Freestyle (Yo, That's That Sh..) (featuring The Psychos) – 3:01 (musica: Diamond D, Large Professor (co.-prod.), Shane Faber (chitarra))
19. K.I.S.S. (Keep It Simple Stupid) – 3:54 (musica: Diamond D, Q-Tip (co-prod.))
20. Stunts, Blunts, & Hip Hop (featuring The Psychos) – 2:31
21. Wuffman Stressed Out – 0:31
22. Feel the Vibe (featuring Showbiz) – 3:41
23. A View From The Underground (featuring Fat Joe) – 0:21